# Astillero de Jiangnan
El Astillero de Jiangnan (chino: 江南造船厂; pinyin: Jiāngnán Zàochuán Chǎng) es un astillero histórico en Shanghái, China. El astillero ha sido de propiedad estatal desde su fundación en 1865 y ahora su denominación comercial es Jiangnan Shipyard (Group) Co. Ltd. Pertenece a China State Shipbuilding Corporation.
Antes de 2009, la empresa estaba al sur del centro de Shanghái en la calle Gaoxing 2 (31°11′49″N 121°28′59″E / 31.19694, 121.48306). En 2009, el astillero se trasladó a la isla Changxing, en la desembocadura del río Yangtze al norte de la zona urbana de Shanghái (31°21′14.81″N 121°44′14.69″E / 31.3541139, 121.7374139).
El astillero construye, repara y transforma buques tanto civiles como militares. Otras actividades incluyen la fabricación de maquinaria y equipos eléctricos, recipientes a presión y acerías para diversos productos terrestres.